# Bakóczi János
Bakóczi János, névváltozat: Bakóczy (Debrecen, 1834. augusztus 15. – Hajdúböszörmény, 1900. március 24.) református lelkész, egyháztörténész.

## Életútja
Tanulmányait szülővárosában végezte. 1864 tavaszán a külföldi egyetemekre ment és Zürichben töltött egy év után meglátogatta Genfet, Párizst, Heidelberget sat. 1865 nyarán haza jött és Révész Bálint debreceni esperes mellett nyert alkalmazást. 1867 tavaszán Mikepércsre választatott lelkészül és két év múlva hajdúböszörményi lelkész lett.

## Munkája
- Bibliai szövegtár, német szerzők után. Debreczen, 1872.

Kéziratban: Beszélgetések a protestánsság és katholikusság felett. 2 kötet, Dr. Schenkel Dániel után.